# サワロ国立公園

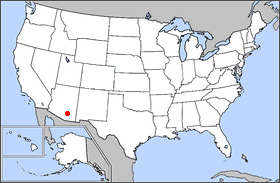
サワロ国立公園の位置

サワロ国立公園（さわろこくりつこうえん、Saguaro National Park）は、アリゾナ州にある米国の国立公園である。サワルオとも呼ばれる。
サワロ国立公園は2つの地区に分かれており、1つはツーソン市の中心から東へおよそ32 km（20 マイル）にあり、もう1つは西へ24 km（15 マイル）にある。総面積は、370 km²（91,327 エーカー）（143 平方マイル）で、そのうち289 km²（111 平方マイル）はウィルダネスに指定されている。それぞれの地区にビジター・センターがある。どちらもツーソンから車で簡単に行けるが、公共交通機関で行くことはできない。西側はツーソン山脈、東側はリンコン山脈 (Rincon Mountains) という大きな山脈を含むソノラ砂漠の素晴らしい地域を保護している。公園は、地域原産のサワロサボテン （ハシラサボテンの一種）からその名がある。その他の多くの種類のサボテン、タマサボテン (barrel cactus)、チョーヤカクタス、ウチワサボテン (prickly pear)も、公園内でよく見られる。レッサーハナナガコウモリ (Lesser Long-nosed Bat) という絶滅が危惧されている動物が一種、渡りの時期に公園に住む。また、準絶滅危惧種のニシアメリカフクロウもいる。公園への年間訪問者数は、およそ600,000人（2006年は、619,983人）である。
公園は、1933年5月1日、サワロ国定史跡 (Saguaro National Monument) として設立され、1994年10月14日、国立公園となった。

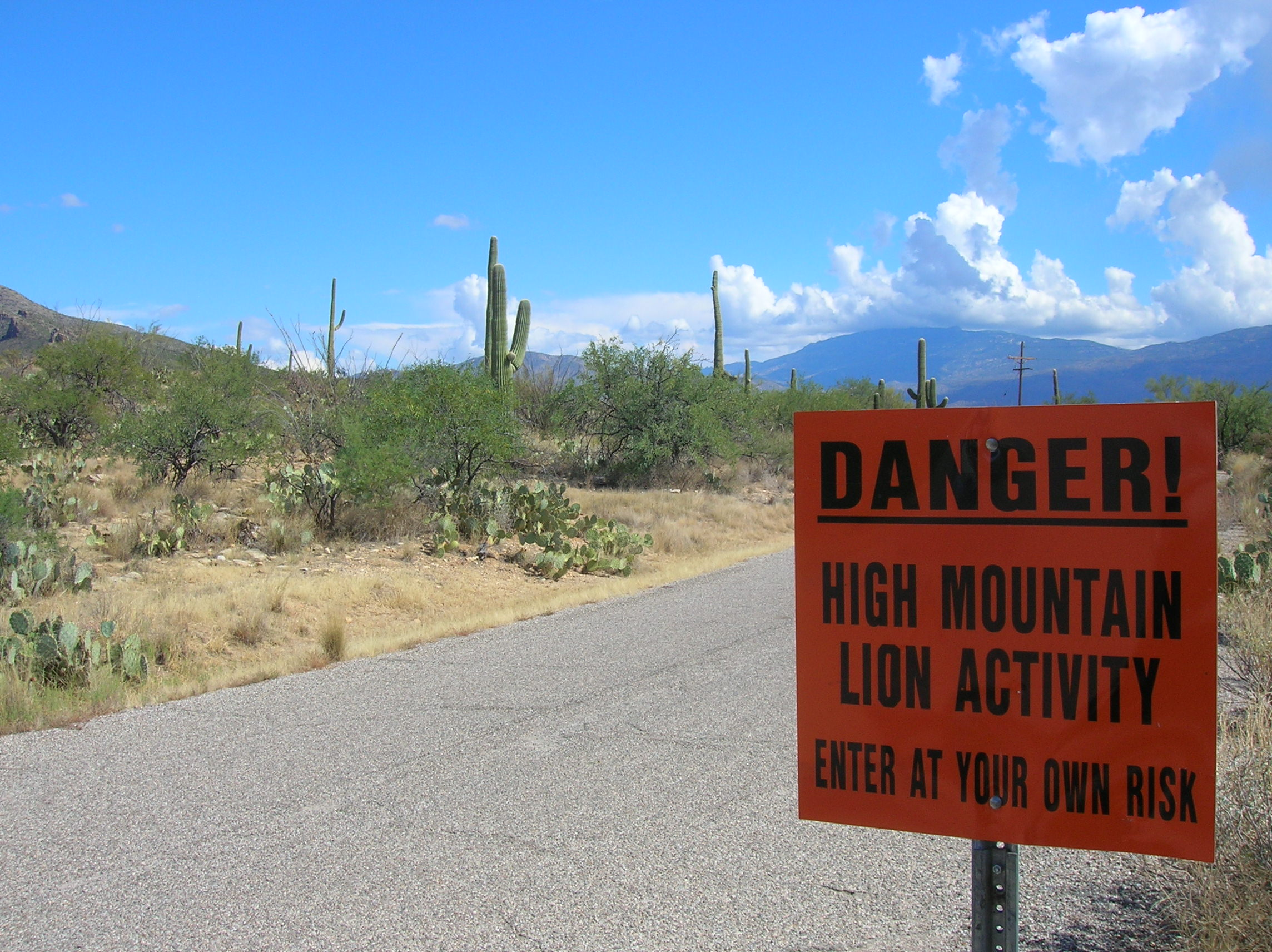
国立公園の風景

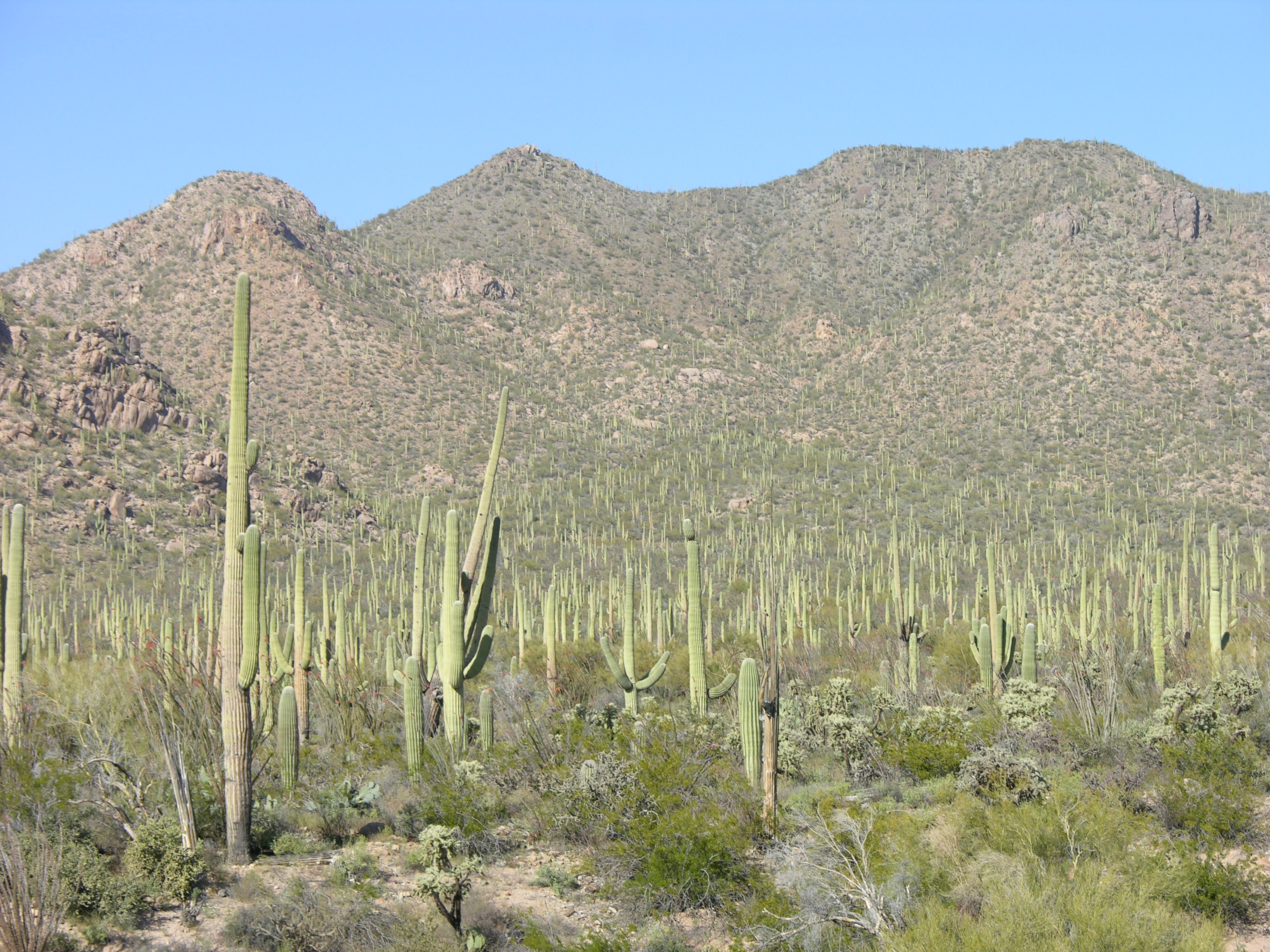
国立公園の風景

園内には、はっきり識別できる手入れの行き届いた240 km（150 マイル）のハイキング道とそれより短い解説付きの自然歩道もある。暑い夏季のハイキングはお勧めできない。

## リンコン山地区
リンコン山地区はアリゾナ州ツーソンの東端にある。最初に設立されたのはこの東の地区である。この公園のユニークなところは、ソノラ砂漠から始まり、徐々にリンコン山脈の ハイ・アルペン・フォレスト(High Alpine Forest) に移り変わっていくところである。この山脈の最高峰はミカ山 (Mica Mountain) で標高2641 m（8,666 フィート）である。
こちらの公園の方がもう一方よりサワロサボテンの数は少ないが、降水量の多さとリンコン山脈からの伏流のため、サボテンのサイズは大きい。
この地区の鍵となる特徴は、13.4km（8.3 マイル）のループで、2つのピクニック・エリアと中心の道をつないでいる。最近、長期にわたる道路の再舗装拡幅プロジェクトとビジター・センターの改修の後、リンコン山地区は完全に再開された。
こちらの地区でのハイキングは、観光客にとっては簡単で、スピードウェイ (Speedway) とブロードウェイ (Broadway) の東端に歩道の起点がある。これらの歩道は馬もよく通り、週末には通行量が多い。公園の中心から外れた環状道路には、いくつかの歩道の起点がある。
公園の南の境界には、馬も良く通るホープ・キャンプ歩道 (Hope Camp Trails) がある。ホープ・キャンプ歩道へは、カミーノ・ロマ・アルタ道路 (Camino Loma Alta) の端から行くことができる。しかし、その道はもはや最後の数百メートルは舗装されていない。この地区は、1991年米国議会が4,011 エーカーの購入を承認し公園に加えられた。
東地区はキャンプができるが、未開拓地のキャンプ場に限られており、ダグラス・スプリングスキャンプ場 (Douglas Springs Campground) までの9.5 km（5.9 マイル）の道のりが最短である。キャンプ場の料金は、1晩6.00ドルである。公園内にはＲＶで1晩過ごす場所はないが、公園からオールド・スパニッシュ歩道 (Old Spainish Trail) 沿いに16.1 km（10マイル）南にあるコロッサル洞窟山公園 (Colossal Cave Mountain Park) にはそうした場所がある。
気をつけるべき利用規則は次のとおり。犬は歩道は歩けず、常につないでおかないとならない。自転車に乗れるのは、環状道路とカクタス・フォレスト道 (Cactus Forest Trail) に限定される。

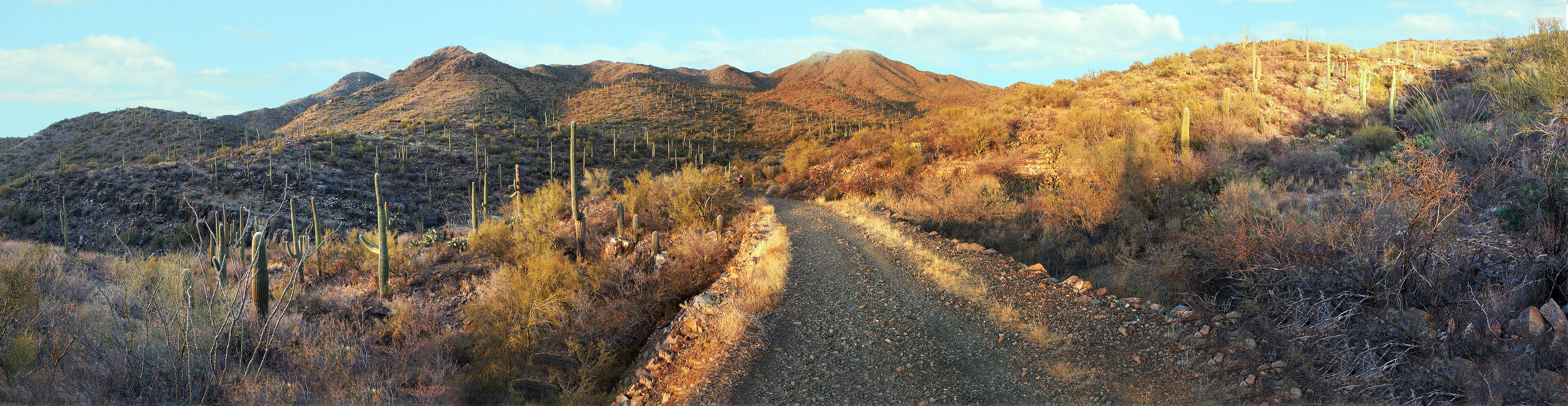
サワロ国立公園のパノラマ写真